# Жауаши, Ахмед
Ахмед Жауаши (араб. أحمد الجواشي‎; род. 13 июля 1975) — тунисский футболист, выступавший на позиции вратаря за сборную Туниса.

## Клубная карьера
Ахмед Жауаши начинал свою карьеру футболиста в тунисском клубе «Сфаксьен», с которым в 1995 году выиграл чемпионат и Кубок Туниса. С 1996 по 1999 год он три сезона отыграл за «Гафсу» в тунисской Второй лиге, после чего перешёл в команду Первой лиги «Монастир». 
В 2004 году Жауаши вернулся в «Сфаксьен», а спустя три года стал футболистом клуба «Этуаль дю Сахель». На клубном чемпионате мира 2007 он вышел на замену на 90-й минуте матча за третье место с японской командой «Урава Ред Даймондс» и соответственно участвовал в серии послематчевых пенальти, закончившейся поражением туниссцев.
Заканчивал свою карьеру футболиста вратарь в тунисском клубе «Хаммам-Лиф» в 2010 году.

## Карьера в сборной
30 декабря 2001 года Ахмед Жауаши провёл свой единственный матч за сборную Туниса — домашнюю товарищескую игру с Либерией. Он был включён в состав сборной Туниса на Кубок африканских наций 2002 в Мали и чемпионат мира по футболу 2002 в Японии и Южной Корее, но играл роль резервного вратаря и на поле в рамках этих турниров так и не вышел.

## Достижения
«Сфаксьен»
- Чемпион Туниса (2):  1994/95, 2004/05
- Обладатель Кубка Туниса (1): 1994/95